# Cerasus tadshikistanica
Cerasus tadshikistanica là loài thực vật có hoa trong họ Hoa hồng. Loài này được Vassilcz. mô tả khoa học đầu tiên.